# Cetaganda
Cetaganda è un romanzo di fantascienza della scrittrice statunitense Lois McMaster Bujold. Pubblicato nel 1996, è il settimo romanzo del ciclo dei Vor.

## Trama
Cetaganda, da cui il titolo dell'opera, è un sistema stellare, formato da otto pianeti (Rho Ceta, Eta Ceta etc.), tra i più ricchi e importanti dell'universo creato dalla Bujold.
Molto prima della nascita di Miles Vorkosigan (protagonista del romanzo), immediatamente dopo la fine dell'era dell'isolamento l'esercito invasore Cetagandano aveva tentato di assorbire Barrayar all'impero. Il progetto fallì grazie alla strenua resistenza della popolazione. Il nonno di Miles, il generale conte Piotr Vorkosigan, è tra coloro che hanno combattuto per scacciare l'invasore.
In questo romanzo si narra la prima missione diplomatica di Lord Miles Vorkosigan, accompagnato da suo cugino Lord Ivan Vorpatril, al di fuori del dominio barrayarano. Miles viene mandato presso il pianeta centrale dell'Impero Cetagandano, quale rappresentante dell'imperatore Gregor Vorbarra, ai funerali di stato dell'imperatrice madre di Cetaganda.
Miles è stato spedito lontano da Barrayar, per tenersi lontano dai guai. Ciò nonostante e suo malgrado, viene coinvolto in una complotto teso a rovesciare l'attuale regnante dell'Impero Cetagandano, coinvolgendo Barrayar in un tentativo di depistaggio. Tale situazione potrebbe riaccendere l'odio mai sopito tra i due imperi e scatenare una guerra interstellare.
Nonostante i tentativi del cugino di dissuaderlo dall'intervenire, Miles si mette in testa di risolvere la situazione, anche grazie all'aiuto che nel corso del romanzo gli viene fornito da alti personaggi della residenza imperiale cetagandana.

## Edizioni
- (EN) Lois McMaster Bujold, Cetaganda, 1996.
- Lois McMaster Bujold, Cetaganda, traduzione di Gianluigi Zuddas, collana Cosmo Oro n° 158, Editrice Nord, 1996,  p. 309, ISBN 88-429-0940-8.